# Чемпіонат світу з хокею із шайбою 1994 (жінки)
Чемпіонат світу з хокею із шайбою 1994 (жінки) — 3-й чемпіонат світу з хокею із шайбою ІІХФ, який проходив у США з 11 по 17 квітня 1994 року. Матчі відбувалися у місті Лейк-Плесід.

## Кваліфікація (Азія)
- Китай —  Японія 6:2, 7:1

## Груповий турнір

### Група А
| М  | Збірна   | І | В | Н | П | Ш     | О | Канада | КНР   | Швеція | Норвегія |
| -- | -------- | - | - | - | - | ----- | - | ------ | ----- | ------ | -------- |
| 1. | Канада   | 3 | 3 | 0 | 0 | 27:3  | 6 |        | 7 - 1 | 8 - 2  | 12 - 0   |
| 2. | Китай    | 3 | 1 | 1 | 1 | 13:12 | 3 | 1 - 7  |       | 4 - 4  | 8 - 1    |
| 3. | Швеція   | 3 | 1 | 1 | 1 | 9:13  | 3 | 2 - 8  | 4 - 4 |        | 3 - 1    |
| 4. | Норвегія | 3 | 0 | 0 | 3 | 2:23  | 0 | 0 - 12 | 1 - 8 | 1 - 3  |          |

### Група В
| М  | Збірна    | І | В | Н | П | Ш    | О | США    | Фінляндія | Швейцарія | Німеччина |
| -- | --------- | - | - | - | - | ---- | - | ------ | --------- | --------- | --------- |
| 1. | США       | 3 | 3 | 0 | 0 | 24:1 | 6 |        | 2 - 1     | 6 - 0     | 16 - 0    |
| 2. | Фінляндія | 3 | 2 | 0 | 1 | 31:3 | 4 | 1 - 2  |           | 13 - 0    | 17 - 1    |
| 3. | Швейцарія | 3 | 1 | 0 | 2 | 2:20 | 2 | 0 - 6  | 0 - 13    |           | 2 - 1     |
| 4. | Німеччина | 3 | 0 | 0 | 3 | 2:35 | 0 | 0 - 16 | 1 - 17    | 1 - 2     |           |

## Втішний раунд

### 5-8 місця
- 16 квітня  Швеція –  Німеччина 7:1
- 16 квітня  Норвегія –  Швейцарія 7:4

### 7-8 місця
- 17 квітня  Швейцарія –  Німеччина 4:3

### 5-6 місця
- 17 квітня  Швеція –  Норвегія 6:3

## Фінальний раунд

### Півфінали
- 15 квітня  США –  Китай 14:3
- 15 квітня  Канада –  Фінляндія 4:1

### 3-4 місця
- 17 квітня  Фінляндія –  Китай 8:1

### Фінал
- 17 квітня  Канада –  США 6:3

## Підсумкова таблиця
|    | Канада    |
|    | США       |
|    | Фінляндія |
| 4  | Китай     |
| 5. | Швеція    |
| 6. | Норвегія  |
| 7. | Швейцарія |
| 8. | Німеччина |

## Бомбардири
| Гравець            | І | Г | П | О  |
| ------------------ | - | - | - | -- |
| Ріікка Ніємінен    | 5 | 4 | 9 | 13 |
| Деніелла Гойе      | 5 | 9 | 3 | 12 |
| Карін Бай          | 5 | 6 | 6 | 12 |
| Кеймі Ґранато      | 5 | 5 | 7 | 12 |
| Лю Хунмей          | 5 | 8 | 3 | 11 |
| Тіла Рейма         | 5 | 7 | 4 | 11 |
| Сарі Кроокс        | 5 | 3 | 7 | 10 |
| Стефані О'Салліван | 5 | 3 | 7 | 10 |
| Ганна Террійокі    | 5 | 5 | 4 | 9  |
| Гретчен Юліон      | 5 | 5 | 4 | 9  |

## Найкращі воротарі
| Гравець            | І | ЧНЛ | ГП | КД  | СП   | %ВК  |
| ------------------ | - | --- | -- | --- | ---- | ---- |
| Ліза-Марія Снек    | 4 | 220 | 7  | 85  | 91.8 | 1.91 |
| Келлі Дайер        | 2 | 129 | 3  | 24  | 87.5 | 1.50 |
| Манон Реом         | 4 | 209 | 6  | 44  | 86.4 | 1.72 |
| Патрісія Зауттер   | 3 | 180 | 10 | 139 | 92.8 | 3.33 |
| Ерін Віттен-Гамлен | 3 | 180 | 7  | 52  | 86.4 | 2.33 |

## Нагороди
Найкращі гравці, обрані дирекцією ІІХФ
- Найкращий воротар:  Ерін Віттен-Гамлен
- Найкращий захисник:  Джералдін Гіні
- Найкращий нападник:  Ріікка Ніємінен

Команда усіх зірок, обрана ЗМІ
- Воротар:  Манон Реом
- Захисники:  Тереза Бріссон  —  Келлі О'Лірі
- Нападники:  Деніелла Гойе  —  Ріікка Ніємінен  —  Карін Бай